# Ernsgaden
Ernsgaden – miejscowość i gmina w Niemczech, w kraju związkowym Bawaria, w rejencji Górna Bawaria, w regionie Ingolstadt, w powiecie Pfaffenhofen an der Ilm, wchodzi w skład wspólnoty administracyjnej Geisenfeld. Leży około 23 km na północ od Pfaffenhofen an der Ilm, przy linii kolejowej Ingolstadt – Ratyzbona.

## Dzielnice
W skład gminy wchodzą dwie dzielnice: 
- Ernsgaden
- Feilenforst

## Demografia
| Rok  | Liczba mieszk. |
| ---- | -------------- |
| 1970 | 1 047          |
| 1987 | 1 138          |
| 2000 | 1 279          |
| 2005 | 1 463          |

### Struktura wiekowa
Dane o ludności z 31 grudnia 2008:
| Opis                                | Ogółem | Ogółem | Kobiety | Kobiety | Mężczyźni | Mężczyźni |
| ----------------------------------- | ------ | ------ | ------- | ------- | --------- | --------- |
| Jednostka                           | osób   | %      | osób    | %       | osób      | %         |
| Populacja                           | 1520   | 100    | 738     | 48,55   | 782       | 51,45     |
| Wiek przedprodukcyjny (0–17 lat)    | 268    | 17,63  | 132     | 8,68    | 136       | 8,95      |
| Wiek produkcyjny (18–65 lat)        | 970    | 63,82  | 451     | 29,67   | 519       | 34,14     |
| Wiek poprodukcyjny (powyżej 65 lat) | 282    | 18,55  | 155     | 10,2    | 127       | 8,36      |

## Polityka
Wójtem gminy jest Karl Huber z CSU, rada gminy składa się z 12 osób.
|      | CSU | SPD/UW | FW | Razem |
| 2008 | 6   | 2      | 4  | 12    |
| 2002 | 7   | 2      | 3  | 12    |